# Daiki Kaneko
Daiki Kaneko (født 28. august 1998) er en japansk fodboldspiller, som spiller for den japanske fodboldklub Shonan Bellmare.